# Murvica (Bol)
Murvica je naselje u Splitsko-dalmatinskoj županiji, na južnoj strani otoka Brača, u općini Bol. Nalazi se 3,5 km zapadno od Zlatnog rata i 6 km od centra Bola. Selo je bogate povijesti, poznato po glagoljaškim pustinjama.

## Zemljopis
Murvica je smještena na zapadu općine Bol, oko 4 kilometra od plaže Zlatni rat i 6 kilometara od bolske luke.
Većina kuća nalazi se na 100 metara nadmorske visine, podno krških špilja na južnim obroncima Vidove gore, dok je nekoliko novijih građevina bliže moru. Mnoge su kuće napuštene te su se tijekom vremena urušile. Raslinje je tipično mediteransko, prošarano brojnim čempresima i agavama. Uz more su šljunčane plaže, koje u sezoni privlače kupače željne intimnije atmosfere od napučenog Zlatnog rata.
Na zapadnoj strani naselja nalazi se uvala Dračeva luka, zvana i Dračeva uvala. Iznad nje su ostaci samostana.

## Stanovništvo
Malobrojno lokalno stanovništvo bavi se poljoprivredom i turizmom. Vinogradi se spuštaju od ceste pa sve do mora. Turizam je novijeg datuma i usko je povezan s proširenjem ceste koja vodi od Bola.
Prema popisu stanovništva iz 2001. godine, u Murvici živi 14 stanovnika, od toga 10 preko 50 godina starosti. Murvica je 1841. godine imala 86 stanovnika u 16 obitelji, više nego 130 godina kasnije, prema službenom popisu 1971. godine.
| broj stanovnika |       |       | 149   | 165   | 194   | 207   |       | 141   | 109   | 117   | 115   | 80    | 37    | 29    | 14    | 21    | 22    |
|                 | 1857. | 1869. | 1880. | 1890. | 1900. | 1910. | 1921. | 1931. | 1948. | 1953. | 1961. | 1971. | 1981. | 1991. | 2001. | 2011. | 2021. |

## Povijest
Postoje dokazi da je područje Murvice bilo naseljeno još u antici. Pronađeno je nekoliko rimskih novčića te nekoliko rimskih grobova na putu do Bola.
Krajem 13. stoljeća (točnije 1286. godine) pojavljuje se prvi pisani trag o ovom području, i to u darovnici bračkog plemića, koji je svome gospodaru darovao zemlju s koje je plemić dobivao vino i žitarice. Ime koje se spominje među prvima brdo je Košćun zapadno od Murvice, koje je vjerojatno nazvano prema latinskome "castrum" (dvorac). Drugo ime za Košćun bilo je Gradac, od čega su nastala imena lokalnih uvala Veli i Mali Zagradac. Samo ime "Murvica" novijeg je datuma i dolazi od stabla murve.
Tijekom turske najezde na Poljičku Republiku na područje Murvice izbjegli su brojni svećenici te redovnice, poznate u narodu kao picokare ili picokere. U razdoblju 1416. – 1512. osnovano je na Braču nekoliko pustinja, od kojih je posljednja izgrađena upravo iznad Dračeve luke, a u nju su preselili redovnici koji su ranije stanovali u Drakonjinoj špilji iznad Murvice. Redovnice picokare također su tu izgradile svoje utočište (pustinja Dutić).
Samostani su posjedovali velika imanja, bilo naslijeđena ili kupljena. Zemlju su im obrađivali težaci s Brača, većinom iz Nerežišća. Naselje Murvica nastalo je kao "servisno" naselje za ovdašnje samostane te je gašenjem pustinja i ono kopnilo, sve do današnjih 14 stanovnika.

## Spomenici i znamenitosti
Od špilja ponad Murvice najpoznatija je Dragonjina špilja, zvana i Zmajeva spilja ili Zmajeva pećina. Ta je redovnička pustinja taj naziv dobila zbog tajanstvenog reljefa zmaja pronađenog u njoj. Spomenik je pećinskoga samostansog života popova glagoljaša iz 15. stoljeća. Sama špilja duga je 20 metara i podijeljena u četiri prostorije. Zmaja je urezao nepoznati redovnik u 15. stoljeću, kada su glagoljaši živjeli u špilji i čak u njoj sagradili kapelicu posvećenu Gospi. Uz zmaja je urezan mjesec priljubljen uz žensko lice, a na istočnoj strani iznad kapelice ljudi i ptice u gnijezdima, sve ostaci poganske simbolike s elementima slavenske mitologije, tako da postoji mogućnost da su simboli i stariji nego što se misli. Osim što se zna da su izgradili samostan iznad Dračeve luke u koji su i preselili, smatra se da su ti glagoljaši kasnije osnovali obližnju Pustinju Blaca, do koje put vodi kroz Murvicu. Nekada otvorena za posjet, špilja je bila oštećena i pokradena, pa je danas zatvorena željeznim vratima, tako da se posjet može organizirati samo u pratnji vodiča koji ima ključ. Od Murvice do špilje uspon traje nekih pola sata, a iz špilje se pruža prekrasan pogled na otok Hvar.
Ostale pustinje u okolici su pustinja Silvio (Dubravčić, iz 1497.) zapadno od Zmajeve spilje, pustinja Stipančić (picokare, iz 1416.) s njezine jugoistočne strane, te pustinje Dutić (picokare) i Dračeva luka zapadno od Murvice. Pustinje su preživjele sve do razdoblja između dva svjetska rata, kada su se posljednje dvije picokare preselile u Supetar.
Crkva na lokalitetu Dračeva luka potječe iz 16. stoljeća. Svod crkve formiran je prirodnom stijenom špilje. Na pročelju se nalazi portal s rozetom, a crkva ima tipičan dalmatinski zvonik. Iznad nje su ruševine samostana iz 1512. godine.
Nova je crkva izgrađena u Murvici nakon Drugog svjetskog rata.

## Vanjske poveznice

### Sestrinski projekti
|  | Zajednički poslužitelj ima još gradiva o temi Murvica |

### Mrežna sjedišta
- Općina Bol
- Stranica Turističke zajednice